# Politikåret 1825

## Händelser
- 4 mars - John Quincy Adams tillträder som USA:s president.[1]
- 13 maj - Portugal erkänner Kejsardömet Brasilien.[2]

### Fotnoter
1. ↑  ”United States of America” (på engelska). World Statesmen. http://www.worldstatesmen.org/United_States.html. Läst 30 juli 2015.
2. ↑  ”Brazil” (på engelska). World Statesmen. http://www.worldstatesmen.org/Brazil.html. Läst 30 juli 2015.